# Catedral Ortodoxa de San Nicolás, Białystok
La Catedral Ortodoxa de San Nicolás de Białystok (en polaco: Sobór św. Mikołaja Cudotwórcy; en ruso: Николаевский собор) es una histórica catedral ortodoxa en Białystok, Polonia. 
San Nicolás es la catedral de la diócesis de Bialystok-Gdańsk de la Iglesia Ortodoxa Autocéfala Polaca y la sede de la parroquia de San Mikołaj en Białystok (en el decanato de Białystok). Es la catedral ortodoxa más grande de la ciudad.
El edificio actual de San Nicolás fue erigido entre 1843 y 1846 en el lugar de una iglesia uniata de principios del siglo XVIII. San Nicolás fue consagrada como iglesia por el metropolitano de Vilna y Lituania, Józef. Durante el período de entreguerras, San Nicolás fue una de las dos iglesias ortodoxas en Białystok.
En 1951 San Nicolás se convirtió en catedral de la diócesis de Białystok-Gdańsk. Desde 1992, la catedral es el lugar de descanso de las reliquias de San Gabriel de Białystok.
El edificio de la catedral representa el estilo clásico, típico de la arquitectura eclesiástica del Imperio Ruso de finales del siglo XVIII y principios del XIX.
La catedral está situada en el centro de Białystok, en la calle Lipowa 5. Inscrita en el registro de monumentos el 24 de enero de 1957 con el número A-200.

## Historia

### La primera iglesia de San Nicolás
La primera iglesia de San Nicolás en Białystok, situada cerca de la actual catedral, era una rama del templo ortodoxo de Dojlidy.
Según algunas fuentes, San Nicolás ya existía en el siglo XVI. Según otras, el matrimonio de Jan Klemens y Katarzyna Barbara Branicki fundó la iglesia uniata de San Nicolás antes de 1727 - de este año procede un documento en el que Branicki ofrecía 25 eslotis por su párroco para los difuntos de su familia. Esta es la mención más antigua del funcionamiento del templo de este rito. Probablemente, sin embargo, la fundación de la iglesia uniata tuvo lugar a finales del siglo XVII, en los años 1694-1696. Fundándola, Stefan Mikołaj Branicki construyó una iglesia para los nuevos residentes que llegaban a la ciudad. Tal hipótesis, presentada por Przemysław Czyżewski, queda evidenciada por la inscripción en el antimina de la iglesia, firmada por el obispo Leon Załęski en 1708.
El antiguo edificio de la iglesia de San Nicolás estaba situado en la calle Choroska, en la puerta de Choroska. Era de madera, pintada de amarillo y gris, y tenía cúpulas rojas. De 1748 procede la primera información sobre el vicario parroquial de Dojlidy, cuyo deber era atender la iglesia de San Nicolás. En 1773 el edificio se describía de la siguiente manera: "de madera, enlucida con cal, cubierta de tejas, con tres cúpulas, con cruces de hierro, pomos dorados".
En la misma descripción, que forma parte del protocolo de inspección de la parroquia de Dojlidy, estaba escrito que San Nicolás tenía tres altares: el principal, con la imagen de la Santísima Virgen María con dos coronas de plata, y dos laterales, dedicados respectivamente a Cristo Salvador ("Spasytel") y a San Nicolás. Arquitectónicamente, la iglesia era muy similar a las iglesias católicas romanas construidas en la misma época: tenía un vestíbulo cuadrado en el lado oeste, una nave rectangular y un presbiterio más estrecho. Medía 14,2 metros de largo y 6,2 metros de ancho.

### Bajo la partición rusa
Tras la partición rusa de Polonia y durante los años en los que existió el Zarato de Polonia, se construyó una nueva iglesia de San Nicolás debido al aumento de la población de Białystok como consecuencia del desarrollo de la industria local. Otro factor fue el aumento del número de cristianos ortodoxos, resultado de la liquidación de la Iglesia Uniata en el Imperio Ruso y la afluencia de funcionarios rusos.
En octubre de 1838, se encargó el diseño de la iglesia de San Nicolás al arquitecto Mijailov, pero no hay pruebas claras de que sea el autor del plano del edificio. En 1840, se aprobó un nuevo diseño de la iglesia. El 21 de marzo de 1843, el superior del monasterio ortodoxo de Supraśl, el archimandrita Nikodem, dedicó la nueva iglesia.
Entre 1843 y 1846, se erigió la nueva San Nicolás junto a la antigua iglesia, que fue demolida. El cementerio, que originalmente rodeaba San Nicolás, y las lápidas conservadas se trasladaron a la colina con la capilla de Santa María Magdalena. El coste total de la construcción fue de más de 36 mil rublos de plata, de los cuales menos de 3 mil fueron transferidos desde las arcas estatales. San Nicolás se convirtió en la sede de la parroquia ortodoxa, asumiendo las funciones de la capilla de San Alejandro Nevski en el Palacio Branicki.
La nueva iglesia de San Nicolás se construyó en estilo clásico, con elementos que remiten a la arquitectura de la Antigüedad, así como a los templos bizantinos de cúpula en cruz. Dawid Zabłudowski dirigió los trabajos de construcción. En 1846, San Nicolás fue encargado y bendecido por el metropolitano de Vilna y Lituania, Józeft.
San Nicolás se convirtió en la segunda iglesia de la eparquía de Vilna y Lituania, con rango de consejo. Hacia 1850, la iglesia se había dotado del equipamiento necesario. Según la lista de equipamiento de 1859, en su campanario había cinco campanas, mientras que el icono de la Madre de Dios de Bialystok era objeto de culto tanto de los ortodoxos como de los católicos. La primera renovación de San Nicolás tuvo lugar entre 1868 y 1872. Doce años más tarde, unos donantes financiaron la inserción del icono de San Alejandro Nevski en la iglesia, destinado a conmemorar la coronación del zar Alejandro III y su esposa María Feodororny. El 25 de agosto de 1897, San Nicolás recibió la visita del zar Nicolás II y su esposa Alexandra Fiodorovna. En recuerdo de su visita, el ayuntamiento recibió donativos de particulares para la compra de un Evangelio de plata.
El interior de San Nicolás estaba decorado con frescos, pero la primera composición, realizada durante los años de construcción, fue destruida antes de 1910. Ese mismo año, un grupo de pintores rusos, bajo la dirección de Mijaíl Avivov, creó una nueva decoración, modelada en su obra a partir de los frescos de Víktor Vasnetsov de la catedral de San Vladimir de Kiev. En 1910 se renovó el tejado de la iglesia.
En 1900, debido al cambio de las fronteras administrativas de la eparquía, San Nicolás fue transferido a la eparquía de Grodno. De nuevo, se convirtió en la segunda iglesia de la eparquía. El 24 de octubre de 1910, tras su renovación, San Nicolás fue consagrado de nuevo por el obispo de Grodno y Brest, Michał.

### En la Polonia independiente
Tras la restauración de la independencia polaca en 1918, el nuevo gobierno consideró los edificios religiosos ortodoxos de Białystok como símbolos de la anterior política de rusificación y los revisó para destinarlos a la Iglesia católica. 
El 11 de julio de 1936, el Icono Pochaiv de la Madre de Dios fue llevado a Białystok. Un servicio celebrado en San Nicolás atrajo a 1.500 personas. En 1938, la iglesia celebró el 950 aniversario del bautismo de Rusia.
Hasta 1951, San Nicolás fue una iglesia parroquial ordinaria. El 7 de septiembre de 1951, el Consejo de Obispos de la Iglesia Ortodoxa Autocéfala Polaca fundó la diócesis de Białystok-Gdańsk y designó San Nicolás como su catedral. Entre 1955 y 1958, el edificio de la catedral fue renovado y modernizado. En esa época se renovaron los muros exteriores y el presbiterio, y la iglesia de Santa Serafina de Sarów.
En los primeros años después de la Segunda Guerra Mundial, el Ministerio de Seguridad Pública polaco vigiló al clero que servía en San Nicolás en el marco del caso del objeto cuyo nombre en código era Mikołaj.
Entre 1975 y 1976 se renovaron los muros interiores de San Nicolás. En aquel momento, se determinó que los frescos de Avivov no podían conservarse. El Consejo decidió sustituirlos por una nueva decoración pictórica. Sólo se conservó el fresco del presbiterio de Avivov con la figura de Cristo resucitado. El pintor de las nuevas obras fue Józef Latviaowski. 
En 1987, San Nicolás recibió la visita del Patriarca de Constantinopla, Demetrio. En 1988, se celebró el milenario del bautismo de Rus con Basilio, metropolitano de Varsovia y de toda Polonia. En junio de 1991, el Papa Juan Pablo II visitó San Nicolás.
Entre 1988 y 1990, San Nicolás fue renovado de nuevo. Se sustituyeron los revoques exteriores del edificio, se renovaron y doraron los kiots y el iconostasio, y se cubrieron el tejado y las cúpulas con planchas de cobre. De 1991 a 1995 se llevaron a cabo obras de acondicionamiento del entorno inmediato de San Nicolás.
Los días 21 y 22 de septiembre de 1992, las reliquias de Gabriel de Białystok, anteriormente conservadas en Grodno, fueron trasladadas a la Iglesia Ortodoxa Autocéfala Polaca por el obispo de Grodno y Wołkowyski, Walenty. La procesión desde los límites de la ciudad hasta San Nicolás fue observada por más de 70.000 espectadores, entre ellos nueve obispos ortodoxos, de la Iglesia Ortodoxa Autocéfala Polaca y del Exarcado Bielorruso, así como el arzobispo católico romano de Białystok Edward Kisiel y el voivoda del voivodato de Białystok, Stanisław Prutis.
En junio de 2010, San Nicolás recibió la visita del Patriarca de Jerusalén, Teófilo III. El 18 de agosto de 2012 - el jefe de la Iglesia Ortodoxa Rusa, Patriarca de Moscú y toda Rusia, Cirilo I, el 21 de agosto de 2016 - el Patriarca de Antioquía, Juan X, en agosto de 2018 - el metropolitano de América y Canadá, Tikhon Mollard, jefe de la Iglesia Ortodoxa de América, y el 21 y 22 de septiembre del mismo año, el Patriarca alejandrino Teodoro II.